# Biffarius delicatulus
Biffarius delicatulus is een tienpotigensoort uit de familie van de Callianassidae. De wetenschappelijke naam van de soort is voor het eerst geldig gepubliceerd in 1992 door Rodrigues & Manning.